# 厚缘青冈
厚缘青冈（学名：Cyclobalanopsis thorelii）为壳斗科青冈属下的一个种。